# Nekrolog 1193
Nekrolog
◄◄
| ◄
| 1189
| 1190
| 1191
| 1192
| 1193 | 1194 | 1195 | 1196 | 1197 | ► | ►►
Weitere Ereignisse | Allgemeiner Nekrolog 1193
Die Beschreibung der verstorbenen Person sollte so kurz wie möglich gehalten sein und nur deren signifikante Tätigkeit(en) enthalten.
Neue Namen ggf. auch unter dem Geburts- und Sterbedatum, also etwa unter 1. Januar und im Geburts- und Sterbejahr (2024) eintragen (nur bei entsprechender großer Wichtigkeit). Für Beispiele siehe die schon vorhandenen Artikel.
Außerdem über die fünf zuletzt Verstorbenen, zu denen es einen ausreichend guten Artikel für eine Präsentation auf der Hauptseite gibt, nach der todesbedingten Überarbeitung der Artikel ggf. auch unter Wikipedia Diskussion:Hauptseite informieren und sie am besten auch in den anderen Wikipedia-Sprachversionen eintragen. Tipp: Regelmäßig bei news.google.de nach „ist tot“, „gestorben“ oder „verstorben“ suchen.
Wenn eine Person gestorben ist, gibt es viele Seiten zu dieser Person in der Wikipedia, die davon auch betroffen sind und entsprechend aktualisiert werden müssen. Beispiele: Namenübersichtsseite, Geburtsjahr, Geburtsort-Seiten und viele mehr.
Wie finde ich die betroffenen Seiten?
Im Suchfeld auf der linken Seite gibt man den Suchbegriff so ein: „Vorname Nachname“. Dann klickt man auf Volltext und alle Seiten mit entsprechendem Suchtext werden aufgerufen. Hier sieht man dann schnell, wo auch das Todesjahr Sinn macht oder sogar ein Teil des Artikels angepasst werden muss. Auch hilft das „Werkzeug“ auf der linken Seite sehr gut, um solche Seiten aufzufinden: „Links auf diese Seite“. Somit ist die Wikipedia wieder aktuell in allen Bereichen! Hinweis: bei Eintragung der Kategorie „Gestorben JAHR“ wird der Missbrauchsfilter 49 ausgelöst, was jedoch nicht schlimm ist. Siehe: Spezial:Missbrauchsfilter/49
Dies ist eine Liste von im Jahr 1193 verstorbenen bekannten Persönlichkeiten. Die Einträge erfolgen innerhalb der einzelnen Daten alphabetisch sortiert. Tiere sind im Nekrolog für Tiere zu finden.

## März
| Tag     | Name    | Beruf, bekannt als | Alter | Beleg |
| ------- | ------- | ------------------ | ----- | ----- |
| 3. März | Saladin | Ayyubiden-Sultan   |       |       |

## April
| Tag      | Name      | Beruf, bekannt als | Alter | Beleg |
| -------- | --------- | ------------------ | ----- | ----- |
| 6. April | Guigo II. | Kartäuser          |       |       |

## Juli
| Tag      | Name                | Beruf, bekannt als                       | Alter | Beleg |
| -------- | ------------------- | ---------------------------------------- | ----- | ----- |
| 21. Juli | Matheus von Salerno | Familiar König Wilhelms II. von Sizilien |       |       |

## September
| Tag           | Name            | Beruf, bekannt als                                   | Alter | Beleg |
| ------------- | --------------- | ---------------------------------------------------- | ----- | ----- |
| 28. September | Robert de Sablé | Großmeister des Templerordens; Gouverneur von Zypern |       |       |

## November
| Tag         | Name                 | Beruf, bekannt als                         | Alter | Beleg |
| ----------- | -------------------- | ------------------------------------------ | ----- | ----- |
| 5. November | Gerhard von Alvastra | Zisterzienser und Abt von Kloster Alvastra |       |       |

## Dezember
| Tag          | Name                                  | Beruf, bekannt als                                    | Alter | Beleg |
| ------------ | ------------------------------------- | ----------------------------------------------------- | ----- | ----- |
| 23. Dezember | Þorlákur Þórhallsson                  | Bischof auf dem isländischen Bischofssitz in Skálholt |       |       |
| 24. Dezember | William d’Aubigny, 2. Earl of Arundel | englischer Adliger                                    |       |       |
| 24. Dezember | Roger III.                            | Sohn und Erbe Des Königs Tankred von Sizilien         |       |       |

## Datum unbekannt
| Tag | Name                 | Beruf, bekannt als                                                                                                | Alter | Beleg |
| --- | -------------------- | --- | ----- | ----- |
|     | Balian von Ibelin    | Herr von Ibelin, Nablus und Caymont                                                                               |       |       |
|     | Derbforgaill         | irische Adlige |       |       |
|     | Düsum Khyenpa        | Lama und Begründer des tibetisch-buddhistischen Ordens Karma-Kagyüpa                                              |       |       |
|     | Johann von Évreux    | Bischof von Évreux, Kreuzfahrer                                                                                   |       |       |
|     | Lama Shang           | Begründer des Tshelpa-Kagyü-Zweiges der Kagyü-Schulrichtung des tibetischen Buddhismus                            |       |       |
|     | Raschid ad-Din Sinan | Sektenführer der schiitischen (ismailitischen) Assassinen in Syrien im Vorfeld und zur Zeit des dritten Kreuzzugs |       |       |